# Visconde de São João da Madeira
Visconde de São João da Madeira é um título nobiliárquico criado por D. Carlos I de Portugal, por Decreto de 13 de Fevereiro de 1902, em favor de Albino Francisco Correia.
Titulares
1. Albino Francisco Correia, 1.º Visconde de São João da Madeira.